# Нелли, Владимир Александрович
Владимир Александрович Нелли (Нелли-Влад; 17 февраля 1895 — 22 января 1980) — советский украинский режиссёр театра, актёр, педагог. Народный артист Чечено-Ингушской АССР (1944). Заслуженный деятель искусств УССР (1946). Профессор (1961).

## Биография
В 1919 году окончил драматическую школу-студию при Втором театре Украинской Советской Республики имени Ленина в Киеве, в котором с того же года начал работать актёром.
Работал режиссером ряда театров: РСФСР 1-го (Москва, 1920); Черниговского (1921—1923); Харьковского Краснозаводского русского драматического театра (1923—1927); Саратовского (1927—1929); Одесского «Красный факел» (1929—1931). В 1931—1962 годах (с перерывами, когда недолгое время работал в других театрах) — режиссёр Киевского русского драматического театра имени Леси Украинки. Первой постановкой стал «Страх» А. Афиногенова.
В 1933—1980 годах (с перерывом) преподавал в Киевском институте театрального искусства имени И. К. Карпенко-Карого (с 1961 года — профессор). Среди учеников — В. Бегма, Ю. Мажуга, Б. Мешкис, А. Паламаренко, В. Рудницкий, А. Слисаренко, Ф. Стригун.
Автор книг «Работа режиссёра» (1962), «О режиссуре» (1977).
Награждён орденом «Знак Почёта» (30.06.1951), медалями.
Умер 22 января 1980 года в Киеве.

## Театральная деятельность
- «Конец Криворыльска» Б. Ромашова (1926)
- «Бронепоезд 14-69» В. Иванова (1928, Саратов)
- «Разлом» Б. А. Лавренёва (1928, Саратов)
- «Выстрел» А. Безыменского (1930)

Киевский театр им. Леси Украинки:
- «Страх» А. Афиногенова (1931)
- «Коварство и любовь» Ф. Шиллера (1932)
- «Поединок» Ю. Мокриева
- «Фиолетовая щука» А. Корнейчука
- «Чужой ребенок» В. Шкваркина
- «Мой друг» Н. Ф. Погодина (1932)
- «Оптимистическая трагедия» В. Вишневского (1933)
- «Таланты и поклонники» А. Островского
- «Живой труп» Л. Н. Толстого (1940)
- «Кремлёвские куранты» Н. Погодина (1940)
- «Хождение по мукам» по А. Толстому (1947)
- «Дети солнца» М. Горького
- «Сенсация номер один» Л. Дмитерко
- «Навеки вместе» Л. Дмитерко
- «В день свадьбы» В. Розова
- «Проводы белых ночей» В. Пановой
- «В степях Украины» А. Корнейчука
- «Вильгельм Телль» Ф. Шиллера
- «Женитьба Белугина» А. Островского и Н. Соловьева (1950)
- «Под золотым орлом» Я. Галана (1952)
- «Весна в Москве» В. Гусева (1953)
- «Гибель эскадры» А. Корнейчука (1956)
- «Комедия ошибок» У. Шекспира (1959)
- «Друзья и годы» А. Арбузова (1962)

## Фильмография
- 1956 — Дети солнца